# Leskovec (Novo Mesto, Slovenija)
Leskovec je naselje u slovenskoj Općini Novom Mestu. Leskovec se nalazi u pokrajini Dolenjskoj i statističkoj regiji Jugoistočnoj Sloveniji. 

## Stanovništvo
Prema popisu stanovništva iz 2002. godine naselje je imalo 48 stanovnika.